# Can Gallifa (Centelles)
Can Gallifa és un edifici de Centelles (Osona) inclòs a l'Inventari del Patrimoni Arquitectònic de Catalunya.

## Descripció
Es tracta d'un portal rectangular amb cinc pedres treballades a banda i banda, disposades de forma desigual però homogèniament. Damunt hi ha una gran llinda de 2 m de llarg x 35 cm d'ample, amb una inscripció de gran grafia: 1788.
Al costat hi ha una finestra amb una reixa de ferro forjat. La casa és de petites dimensions i està molt reformada.

## Història
Forma part de l'expansió urbanística de Centelles al segle xviii.